# Alchemilla mininzonii
Alchemilla mininzonii är en rosväxtart som beskrevs av Czkalov. Alchemilla mininzonii ingår i släktet daggkåpor, och familjen rosväxter. Inga underarter finns listade i Catalogue of Life.